# Musée de l'armée de l'air suédoise
Le musée de l'armée de l'air suédoise (en suédois, Flygvapenmuseum) est situé sur la base aérienne de Malmen à Malmslätt, juste à l'extérieur de Linköping, en Suède. Malmen est l'endroit où le baron Carl Cederström, surnommé le "Flyer Baron", a fondé son école de pilotage en 1912. La base aérienne de Malmen abrite la Royal Swedish Airschool, qui exploite des avions à réaction SAAB 105 (SK60). Flygvapenmusem constitue, avec le musée de l'armée suédoise (Armémuseum) à Stockholm, l'organisme gouvernemental Statens försvarshistoriska museer ("Musées suédois des forces de défense").

## Historique
La collection d’objets du musée comprend des aéronefs, des moteurs, des instruments et des uniformes. Le musée dispose d'un centre de connaissances (faktarum), avec une bibliothèque et des archives, contenant de la littérature, des périodiques, des plans, des photographies et des fichiers personnels liés à l'aviation. Le musée fait partie des musées nationaux suédois d'histoire militaire, une agence gouvernementale. La fondation du musée de l'armée de l'air suédoise a également bénéficié de l'aide de la société Östergötland pour l'histoire de l'aviation (ÖFS). Aujourd'hui, ÖFS joue le rôle d'organisme de soutien pour le musée et participe activement à des tâches telles que la restauration des avions.
Le musée existe depuis 1984 et servait à la fois de musée de l'escadron d'Östgöta et de bâtiment de stockage à Ryd. L'inauguration du musée en 1984 a marqué le début d'un musée de l'aviation publique à Malmen - le berceau de l'aviation suédoise. En 1989, le musée subit un agrandissement supplémentaire avec une seconde salle d’exposition, ce qui lui permet d’exposer une importante collection d’aéronefs de la décennie qui suit 1910 au JAS 39 Gripen d’aujourd’hui.

## Design et installations
En 2010, le musée a connu une expansion et une reconstruction majeures. Les expositions sont maintenant divisées en thèmes :
1. Des pionniers de l'aviation, décrivant les premiers développements de l'histoire de l'aviation suédoise de 1910 à 1926.
2. Entre les deux guerres, décrivant la création de l'armée de l'air suédoise et les premiers développements de l'industrie aéronautique suédoise de 1926 -1939.
3. La Seconde Guerre mondiale, lorsque l'armée de l'air suédoise a pris de l'ampleur et que les premiers avions Saab ont été acquis de 1939 à 1945.
4. Technique aéronautique.
5. La Suède pendant la guerre froide, montrant les préparatifs faits en cas de guerre les années 1950-1980.

Les différentes expositions, y compris les avions exposés, sont présentées sur trois niveaux dans le musée. Il y a deux grands halls d'exposition de la taille d'un hangar avec un grand nombre d'appareils et un troisième en bas montrant le DC-3 qui a été abattu en 1952 et retrouvé en 2003. Après le stockage provisoire, l'avion a été placé à son emplacement final au centre suédois. Musée de l'armée de l'air le 13 mai 2009.
Le musée dispose d'un parking, d'un restaurant et d'un café (Calle C Restaurang & café).

## Prix
Le musée de l'armée de l'air a remporté le prix du musée suédois de l'année 2011. Le musée de la Force aérienne a également remporté le prix de l'exposition de l'année 2010.

## Collection

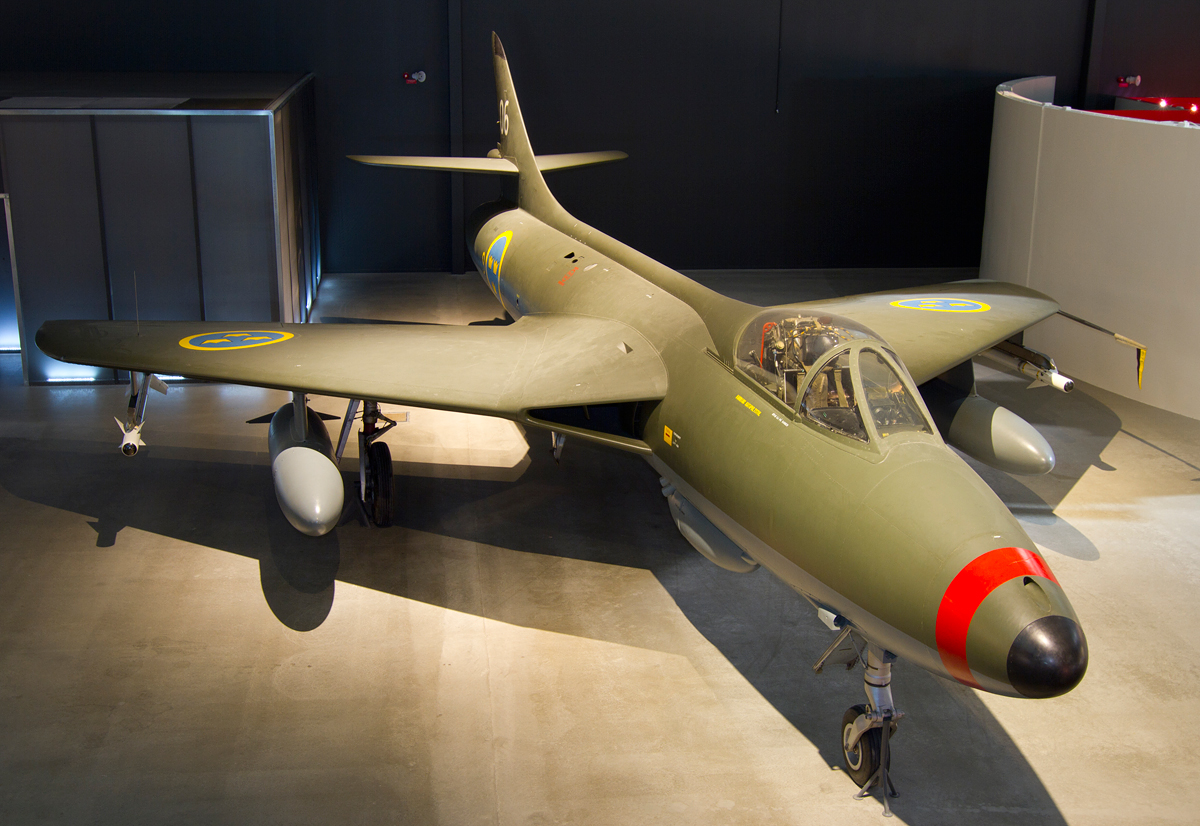
Hawker Hunter J34 exposé au musée

Un bombardier bimoteur Junkers Ju 86 de construction allemande (le seul qui reste au monde), et un large éventail d’appareils de fabrication britannique, américaine, italienne et suédoise (entre autres) révèlent la diversité des types d’avions exploités par les forces aériennes suédoises. y compris les avions de chaque génération de l’aviation militaire suédoise. Parmi les objets d'exposition remarquables des débuts de la Première Guerre mondiale, on compte un Albatros B.IIa (Sk 1 ou Ö2), ainsi que des avions de combat Nieuport et Bréguet. Tous les avions de service importants des années d'après-guerre sont exposés, du Saab J 29 "Flying Barrel", au chasseur multirôle de 4e génération contemporain JAS 39 Gripen. Récemment, de nouvelles expositions ont été ajoutées, basées autour de l’appareil SIGINT récupéré, le Tp 79 (désignation de l’armée de l’air suédoise pour le C-47), abattu par un MiG-15 soviétique en 1952. Il existe également un simulateur Saab 39 Gripen dans le musée. Juste à l'extérieur du musée, des appareils tels que, le Canberra (Tp 52), le Vickers Varsity (Tp 82) et encore le Douglas C-47A Skytrain (Tp79) sont exposés mais ne sont pas encore complètement restaurés. Récemment, il y avait aussi un Percival Pembroke (Tp83) à l'extérieur du musée. Cependant, celui ci a été déplacé pour la restauration.
| - Sk 1 Albatros (Albatros B.II) - HKP 3B (en) (Agusta Bell 204) - Breguet Type IV - Bristol Bloodhound II (Rb 68) - Sk 25 (Bücker Bü 181 Bestmann) - B 16 (en) (Caproni Ca.313) - Tp 47 (Canadian Vickers PBV Canso) - J 28A (Vampire) - J 33 (De Havilland Venom NF.51) - Sk 9 (en) (De Havilland DH. 60T Moth Trainer) - Donnet-Lévêque L II - Douglas DC-3 (Tp79) Wreckage - FFVS J 22-2 - Fiat CR.42 Falco (CR42) - S 14 (Fiesler Fi 156 Storch) - Sk 12 (Focke Wulf Fw 44J Stieglitz) - S 6A (Fokker C.V E) - FVM Ö1 Tummelisa - J 8A (Gloster Gladiator Mk.II) - B 4A (ASJA built Hawker Hart) - J 34 (Hawker Hunter Mk.50) - Heinkel HD 35 (en) (Sk 5) - B 3C-2 (Junkers Ju 86K) - HKP 4B (Boeing-Vertol KV-107) - HKP 9A (MBB Bo 105 ) - Mikoyan-Gourevitch MiG-15 - M1 (Nieuport IV) - North American NA-16 (Sk 14) - J 26 (North American P-51D Mustang) - J 1 (Phönix 122/Phönix C.I) - Sk 10 (en) (Raab RK-26 Tigerschwalbe) - J 20 (Reggiane Re.2000 Falco) - Saab S 17BL - Saab B 18B - Saab J 21A-3 - Saab A 21R - Saab S 29C - Saab A 32A Lansen - Saab J 35D Draken - Saab AJS 37 Viggen - Saab JAS 39 Gripen - Saab SK 60A - Saab 210 (en) - J 9 (Seversky EP-106) - HKP 2 (Aerospatialle Alouette II) - S 31 (Supermarine Spitfire PR.XIX) - Thulin G (en) - Hkp 1 (Vertol 44A) - DFS Weihe | - TP 79 (Douglas C-47) - TP 52 (English Electric Canberra T11) - Tp 82 (Vickers Varsity) - HKP 3C (en) (Agusta Bell 204) - HKP 6A x3 (Agusta Bell 206) - HKP 6B (Agusta Bell 206) - Tp 45 (Beechraft C-45) - Sk 25 (Bücker Bü 181 Bestmann) - Tp 46 (DeHaviland DH.104 Dove) - Sk 11A (ASJA built De Havilland DH.82 Tiger Moth) - J 28B (DeHaviland Vampire FB.5) - J 28C (DeHaviland Vampire T.55) - Fpl 53 (Dornier Do 27) - Douglas AD Skyraider - Gloster Meteor - HKP 5B (Schweizer 296C) - HKP 4A (Boeing-Vertol KV-107) - Sk 15A (Klemm Kl 35) - Mikoyan-Gourevitch MiG-15 - Macchi M.7 - Fpl 801 (en) (Malmö Flygindustri MFI-9B) - Fpl 54 (en) (MFI-10C Vipan) - MFI-15 - Sk 16A (Noorduyn AT-16 Harvard) - Tp 78 (Noorduyn Norseman) - Tp 83 (Percival P.66 Pembroke) - Saab J 29B - Saab J 29F - Saab S 32C - Saab J 32E Lansen x2 - Saab J 32B Lansen x2 - Saab S 35E Draken x2 - Saab J 35F Draken - Saab J 35J Draken - Saab SK 35C Draken - Saab AJ 37 Viggen - Saab JA 37 Viggen - Saab SK 37 Viggen - Saab Sk 50 Safir x2 - Saab Sk 50B Safir - Saab SK 60B - SK 61 (Scottish Aviation Bulldog) x3 - SNCAC NC.702 - P1 (en) (Sparmann S1A) - TP 85 (Sud Aviation Caravelle) - TF-35 - G 101 (Stamer Lippisch Zögling) - Schneider Grunau Baby (Grunau Baby) - DFS Kranich (DFS Kranich II) |